# Zooey Deschanel
Pour les articles homonymes, voir Deschanel.
Zooey Deschanel [ˈzoʊi ˌdeɪʃəˈnɛl] est une actrice, productrice, chanteuse, compositrice et musicienne américaine, née le 17 janvier 1980 à Los Angeles.
En 1999, Zooey Deschanel fait ses débuts au cinéma dans le film Mumford, suivi du second rôle de la sœur aînée tourmentée de William Miller dans le film semi-autobiographique de Cameron Crowe, Presque célèbre. Rapidement, elle se fait connaître pour son humour pince-sans-rire et dans des seconds rôles de personnages types de « Manic Pixie Dream Girl » dans Elfe, H2G2 : Le Guide du voyageur galactique, Playboy à saisir, Le Secret de Terabithia, Phénomènes, Yes Man et (500) jours ensemble,,. De 2011 à 2018, elle est l'actrice principale de la série New Girl, diffusé sur Fox. Elle fut nommée aux Golden Globes, aux Grammy et Emmy Awards.

## Biographie

### Enfance et scolarité
Zooey Claire Deschanel naît en 1980 à Los Angeles. Elle est la fille du directeur de la photographie et réalisateur Caleb Deschanel, plusieurs fois nommé aux Oscars, et de l'actrice Mary Jo Deschanel (née Weir), connue pour avoir joué dans la série Twin Peaks. Elle est d'ascendance française et irlandaise. Son grand-père Paul Jules Deschanel est né dans la région lyonnaise et a émigré aux États-Unis en 1930. Son prénom est inspiré de l'un des personnages-titres du roman Franny et Zooey, écrit par J.D. Salinger. Elle fut élevée dans la religion catholique. Sa sœur aînée est l'actrice Emily Deschanel, connue notamment dans le rôle principal de la série Bones.
Zooey Deschanel vit en partie à Los Angeles, mais elle passe une grande partie de son enfance à voyager parce que son père a tourné des films dans différents pays. Plus tard, elle dit : « Je haïssais tous les voyages… Je suis vraiment heureuse, maintenant que j'ai eu de l'expérience, mais à l'époque j'étais tellement malheureuse de devoir quitter mes amis à Los Angeles et aller dans des endroits où ils n'avaient pas toute la nourriture que j'aimais ou des choses auxquelles j'étais habituée,. »
Elle est scolarisée à la Crossroads School, une école préparatoire privée à Santa Monica, en Californie, où elle se lie d'amitié avec Kate Hudson et Jake Gyllenhaal,. Elle chante tout au long de ses années au lycée, avec pour intention de faire une carrière dans le théâtre musical, puis participe au programme French Woods Festival of the Performing Arts, programme d'arts pour élite dans un camp d'été situé à New York. Elle suit des cours à l'université Northwestern, avant d'abandonner sept mois plus tard pour poursuivre sa carrière d'actrice.

### Carrière

#### Comme actrice

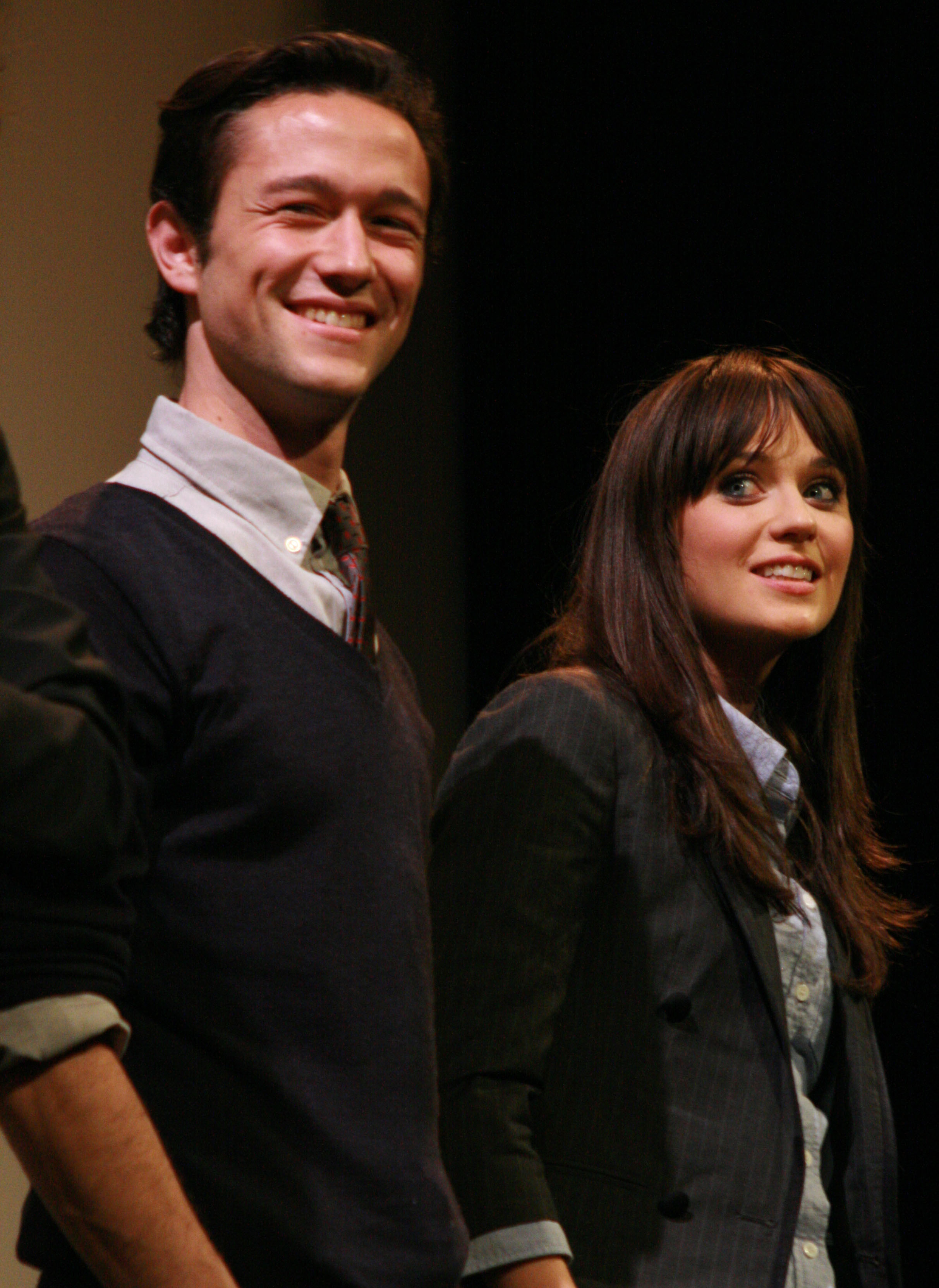
Avec Joseph Gordon-Levitt lors de la première de (500) jours ensemble en 2009.

En 1998, elle entame sa carrière d'actrice à la télévision avec une participation dans la série Les Dessous de Veronica, suivi de débuts au cinéma l'année suivante dans le film Mumford, suivi d'une apparition dans le clip She's Got Issues, single du groupe The Offspring.
En 2000, elle incarne la sœur du personnage principal masculin dans Presque célèbre, réalisé par Cameron Crowe. Bien qu'il n’ait pas rencontré le succès commercial espéré, le film obtient les éloges de la critique. Elle enchaîne les films comme Manic (en), The Good Girl et Abandon.
En 2002, le New York Times signale qu'elle fait partie des jeunes comédiennes les plus demandées et en 2003, le Los Angeles Times, écrit qu'elle est devenue un stéréotype « reconnaissable par son humour pince-sans-rire, sardonique et pour subtiliser des scènes par sa performance » dans des films où elle incarne la meilleure amie du protagoniste, bien qu'elle soit opposée à ce stéréotype. Elle participe à un épisode de la série télévisée Frasier, suivi d'un rôle de guitariste dans un groupe dans le film Le Nouveau.
Après avoir refusé plusieurs seconds rôles, elle tient pour la première fois un rôle principal dans le drame All the Real Girls, réalisé par David Gordon Green. Elle y incarne une vierge de dix-huit ans sexuellement curieuse, qui vit une histoire d'amour avec un coureur de jupons. La prestation de la jeune actrice lui vaut des critiques élogieuses, malgré le peu de succès commercial en salles, ainsi qu'une nomination à l'Independent Spirit Award de la Meilleure actrice. La même année, elle incarne le rôle d'une employée de magasin dans la comédie Elfe, aux côtés de Will Ferrell. Salué par la critique,, Elfe rencontre un énorme succès commercial au box-office.
Après avoir tenu le rôle principal de Folles funérailles (2004), elle tient le rôle de Trillian dans H2G2 : Le Guide du voyageur galactique, en 2005, adaptation cinématographique du roman éponyme de Douglas Adams, qui rencontre un succès critique, et un succès commercial toutefois modéré. La même année, elle tient le rôle principal du drame Winter Passing, avec Will Ferrell et Ed Harris dans des seconds rôles. Ayant rencontré un accueil critique mitigé ,, Winter Passing connaît une sortie en salles limitée. Elle joue ensuite la colocataire névrotique de Sarah Jessica Parker dans la comédie Playboy à saisir. Bien que le film fut éreinté par la critique, seule la prestation de Zooey est saluée,,. De 2006 à 2007, elle apparait dans quatre épisodes de la série télévisée Weeds, diffusé sur Showtime, tenant le rôle de l'ex-petite amie d'Andy Botwin. En 2007, elle tient un petit rôle dans le western L'Assassinat de Jesse James par le lâche Robert Ford.

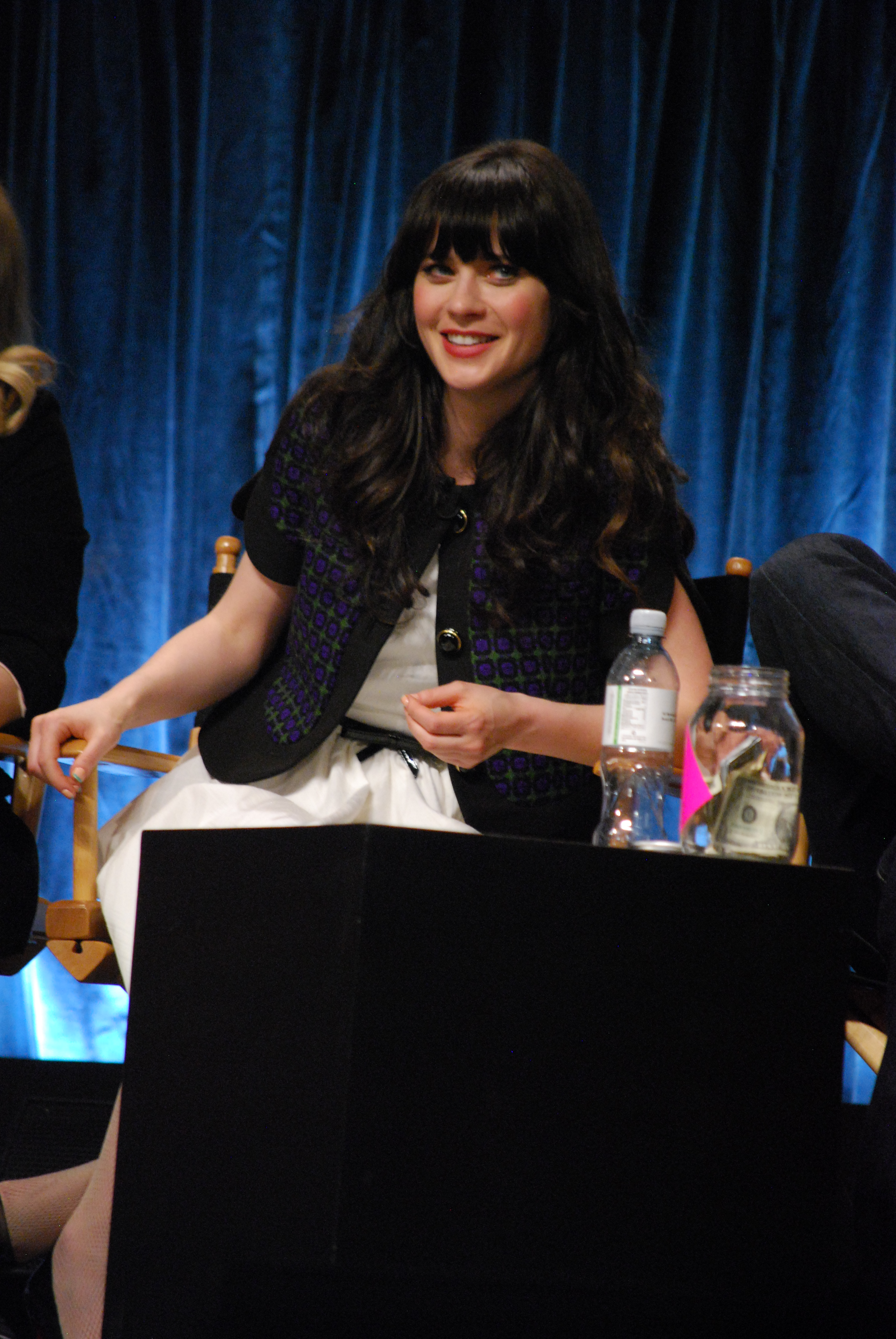
Zooey Deschanel au PaleyFest en 2012.

En septembre 2006, Variety a annoncé qu'elle jouerait la chanteuse Janis Joplin dans The Gospel According to Janis, qui sera coécrit et réalisé par Penelope Spheeris. Il était prévu que l'actrice chante toutes les chansons de Joplin et a pris des cours de chant durant quatre mois pour se « rapprocher de la voix éraillée de Joplin ». Le film, dont le tournage devait commencer le 13 novembre 2006, a été reporté sine die. Cependant, le projet est maintenant de retour sur la bonne voie.
En 2007, elle tient le rôle d'une enseignante de musique excentrique dans Le Secret de Terabithia et prête sa voix au personnage de Lani dans le film d'animation Les Rois de la glisse. Entre-temps, elle apparaît à la télévision dans la mini-série Deux princesses pour un royaume, version réé imaginée du livre Le Magicien d'Oz. Elle a narré le livre pour enfants Players in Pitgals.
En 2008, elle prête sa voix au personnage de Mary, la fille de Cletus dans Les Simpson et est la covedette avec Mark Wahlberg dans le thriller environnemental Phénomènes, réalisé par M. Night Shyamalan, qui est mal reçu par la critique. La même année, elle tient les rôles principaux féminins dans Gigantic et plus tard, dans la comédie Yes Man, aux côtés de Jim Carrey.
Zooey Deschanel, alors considérée comme une nouvelle icône du cinéma indépendant américain, tient le rôle principal de la comédie sentimentale (500) jours ensemble, en 2009, aux côtés de Joseph Gordon-Levitt (avec qui elle avait déjà tourné dans Manic), qui suit le développement d'une relation d'un couple. Le film, réalisé par Marc Webb, est favorablement accueilli par la critique et est même nommé au Golden Globe du meilleur film musical ou comédie. La même année, elle apparaît dans un épisode de Noël de la série Bones, où, dans cette première apparition à l'écran entre Zooey et sa sœur Emily, elle incarne une cousine que n'a jamais vu le personnage principal,. En 2010, elle retrouve pour la troisième fois Will Ferrell pour Drunk History, segment de la série Funny or Die Presents….
En 2011, elle fait partie de la distribution de la comédie Votre Majesté, de David Gordon Green, qu'elle retrouve après All the Real Girls, partageant la vedette avec Danny McBride, James Franco et Natalie Portman. Depuis septembre 2011, elle incarne Jess, le rôle principal de la nouvelle série télévisée New Girl sur le réseau américain FOX. En février 2012, elle est l'invitée principale de l'émission Saturday Night Live.
Selon le magazine Forbes, elle est classée neuvième dans le top 20 des actrices les mieux payées de la télévision de la saison 2011-2012, avec un salaire de 9 millions de dollars, prenant en compte son salaire pour New Girl, ainsi que ses contrats avec Apple et Pantene.

#### Comme chanteuse

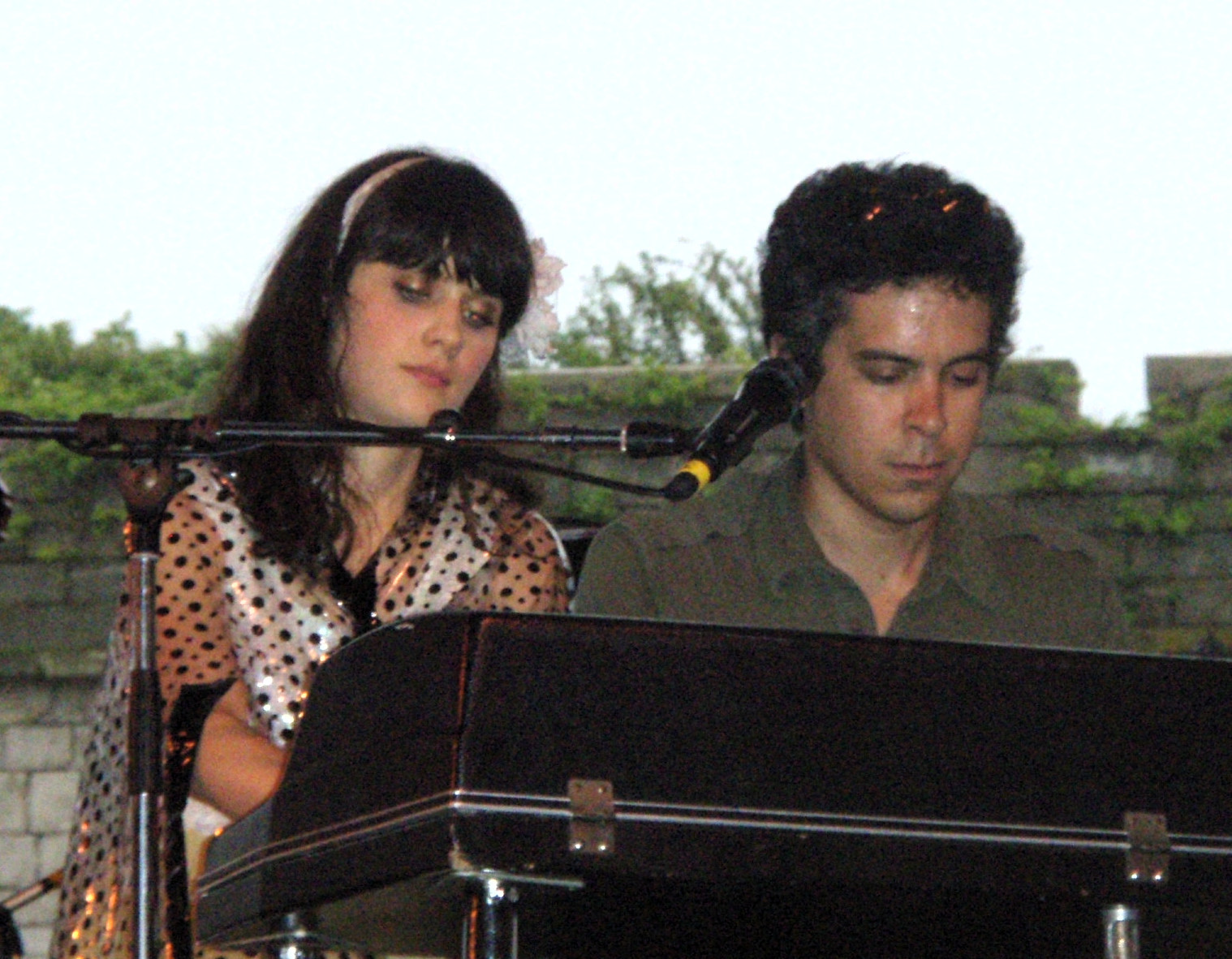
Avec M. Ward au Festival de folk de Newport en 2008.

En 2001, Deschanel forme le groupe If All the Stars Were Pretty Babies, un programme de chansons joué, avec l'actrice Samantha Shelton. Le duo a joué autour de Los Angeles. En 2007, elle contribue à poser sa voix sur les chansons Slowly et Ask Her to Dance, sur l'album Nighttiming, de Coconut Records, groupe de Jason Schwartzman.
En mai 2007, le chanteur et auteur-compositeur M. Ward, qui avait déjà joué avec elle sur scène, a déclaré qu'il était « en train de terminer le travail » sur son premier album, qui mettra en vedette des chansons écrites par Deschanel et produit par Ward. La Fox a indiqué que Deschanel et Ward ont enregistré sous le surnom de She and Him. Leur premier album, Volume One, est publié le 18 mars 2008 par Merge Records.
Le 23 mars 2010, paraît le deuxième album de She and Him, Volume Two. Au printemps 2010, She and Him part en tournée aux États-Unis et en Europe pour promouvoir l'album.
Deschanel et Ward ont participé à l'album The Place We Ran From, de Tired Poney, projet du membre de Snow Patrol, Gary Lightbody. Elle a contribué à chanter sur les titres Get On the Road et Point Me at Lost Islands, tandis que Ward a contribué en participant au chant et en jouant de la guitare sur le titre Held in the Arms of Your Words et en jouant de la guitare sur le titre That Silver Necklace. Deschanel a enregistré The Fabric of My Life, pour la campagne publicitaire de Cotton Incorporated, en 2009.
Elle a également chanté God Bless America lors de la septième manche au cours du troisième match de la National League Championship Series entre les Phillies de Philadelphie et les Giants de San Francisco le 19 octobre 2010 au AT&T Park, à San Francisco, Californie. Le 23 octobre 2011, elle chante The Star-Spangled Banner, avant le quatrième match des World Series entre les Rangers du Texas et les Cardinals de Saint-Louis au Rangers Ballpark, à Arlington, Texas.
Elle prête également sa voix à Ben Lee en 2015 sur You're The Reason, premier titre du disque A Mixtape From Ben Lee.

#### Musique pour le cinéma et la télévision

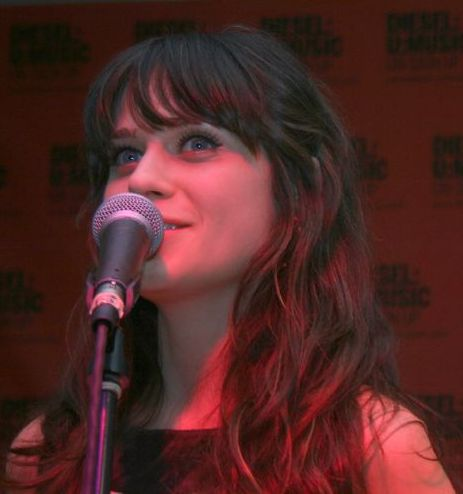
Zooey Deschanel au South by Southwest, en 2008.

Le Nouveau est le premier film dans lequel on entend chanter l'actrice à l'écran. Dans Elfe, elle interprète la chanson Baby, It's Cold Outside, avec Will Ferrell, lors de la scène de la douche, qui est également entendu dans la bande originale, avec Leon Redbone. Elle interprètera d'autres titres pour le film. Sa composition au piano, intitulée Bittersuite a été utilisée comme thématique du film Winter Passing, dans lequel elle joue aux côtés d'Ed Harris et Will Ferrell. Par la suite, elle a également chanté dans ce film (le titre My Bonnie Lies Over the Ocean).
Parmi ses participations musicales incluent le téléfilm Once Upon a Mattress (sur les chansons An Opening for a Princess, In a Little While, Normandy et Yesterday I Loved You), une vieille chanson de cabaret dans L'Assassinat de Jesse James par le lâche Robert Ford (A Bird in a Gilded Cage) et sur le court-métrage Raving (Hello, Dolly!). Avec le casting des enfants de l'école du film Le Secret de Terabithia, elle interprète les titres Why Can't We Be Friends, Someday et Ooh Child.
Dans le film Yes Man, elle chante plusieurs chansons et dans la bande originale elle interprète Uh-Huh et Sweet Ballad, aux côtés de Von Iva, groupe musical féminin d'electro-soul-punk de San Francisco, sous le nom Munchausen by Proxy (groupe musical fictif), utilisant la Keytar et le synthétiseur.
Dans le film (500) jours ensemble, Deschanel chante  Please, Please, Please, Let Me Get What I Want (en), des Smiths, apparaissant également dans la bande originale, interprétée par She and Him. Elle a également chanté une reprise de Sugar Town, de Nancy Sinatra. Le réalisateur du film, Marc Webb, a réalisé Zooey Deschanel et Joseph Gordon-Levitt dans un clip, Back Dance, avec la chanson de She and Him, Why Do You Let Me Stay Here?.
Pour Votre Majesté, elle interprète The Greatest Most Beautiful Love Song in All the Land, avec James Franco. Elle participe, avec M. Ward, en 2011 à la bande originale du film Winnie l'ourson,, notamment en écrivant et en interprétant l'une des chansons du film. L'actrice a également écrit et chanté le thème de sa série New Girl.

### Vie privée
Elle a été mariée au musicien Benjamin Gibbard, membre du groupe The Postal Service et chanteur du groupe Death Cab for Cutie, de 2009 à 2011,,. Le divorce, demandé le 27 décembre 2011 pour différends irréconciliables, a été prononcé le 12 décembre 2012. De juin 2012 à août 2014, elle partage sa vie avec le scénariste Jamie Linden.
En aout 2014, Zooey s'est mise en couple avec le producteur Jacob Pechenik. En janvier 2015, elle a annoncé qu'ils se sont fiancés et qu'ils attendent leur premier enfant. Fin juillet 2015, Zooey annonce qu'elle a donné naissance à leur fille Elsie Otter à Austin, au Texas, et qu'ils se sont mariés en secret peu avant la naissance de leur fille,. Elle donne naissance à son fils, Charlie Wolf, en mai 2017. En septembre 2019, ils annoncent leur séparation.
Depuis août 2019, l’actrice est en couple avec le producteur canadien Jonathan Scott.
Zooey Deschanel, allergique aux œufs, aux produits laitiers et au gluten de blé, suivait un régime végétalien. Dans une interview en 2010, elle explique avoir dû cesser ce régime en raison de la difficulté pour elle de rester ainsi en bonne santé. Elle est maintenant végétarienne.
Le 19 avril 2013, son nom a été cité par erreur par les sous-titres pour sourds et malentendants d'une chaîne de Fox News comme étant suspecte des attentats de Boston : « Attentats de Boston, le suspect est Zooey Deschanel, 19 ans. », car le nom du véritable suspect est Djokhar Tsarnaïev. Il s'agit en fait d'une erreur du logiciel chargé de sous-titrer la chaîne d'info, due apparemment à la proximité de la prononciation des deux noms. Ayant découvert une capture d'écran concernant cette erreur sur Twitter, elle a posté : « Whoa ! Ça c’est une magnifique erreur de sous-titres. ». La chaîne a présenté ses excuses officielles à l'actrice,.

### Origines françaises
Zooey Deschanel est la petite-fille de Paul Deschanel, un Français né à Oullins en 1906 et émigré aux États-Unis en 1930. Elle revendique parfois ses origines lyonnaises et ses vacances familiales sur place étant enfant[réf. nécessaire].
Certains médias lui ont attribué pour ascendant Paul Deschanel, ancien président de la République française, homonyme de son grand-père. Sa propre sœur Emily l'aurait confirmé en interview[réf. nécessaire]. Cela a donné lieu à des débats de généalogistes. La conclusion certaine est que Zooey Deschanel n'est pas la descendante directe de l'homme politique français. Un lien de cousinage éloigné n'est cependant pas à exclure, quoique compliqué à prouver, à cause d'un manque de données dans les registres français concernés.[réf. nécessaire]

## Filmographie
Sauf indication contraire, les informations mentionnées dans cette section peuvent être confirmées par la base de données cinématographiques IMDb,  présente dans la section « Liens externes ».

### Cinéma

#### Longs métrages
- 1999 : Mumford de Lawrence Kasdan : Nessa Watkins
- 2000 : Presque célèbre (Almost Famous) de Cameron Crowe : Anita Miller
- 2001 : Manic de Jordan Melamed : Tracy
- 2002 : The Good Girl de Miguel Arteta : Cheryl
- 2002 : Big Trouble de Barry Sonnenfeld : Jenny Herk
- 2002 : Le Nouveau (The New Guy) d'Edward Decter : Nora
- 2002 : Abandon de Stephen Gaghan : Samantha Harper
- 2003 : All the Real Girls de David Gordon Green : Noel
- 2003 : It's Better to Be Wanted for Murder Than Not to Be Wanted at All de Marcel Sarmiento (en) : la fille de la station à essence
- 2003 : Elfe (Elf) de Jon Favreau : Jovie
- 2004 : Folles funérailles (Eulogy) de Michael Clancy : Kate Collins
- 2005 : H2G2 : Le Guide du voyageur galactique (The Hitchhiker's Guide to the Galaxy) de Garth Jennings : Trillian
- 2005 : Winter Passing d'Adam Rapp : Reese Holdin
- 2006 : Playboy à saisir (Failure to Launch) de Tom Dey : Kit
- 2006 : Live Free or Die de Gregg Kavet et Andy Robin : Cheryl
- 2007 : The Good Life de Stephen Berra : Frances
- 2007 : The Go-Getter de Martin Hynes : Kate
- 2007 : Le Secret de Terabithia (Bridge to Terabithia) de Gabor Csupo : Ms. Edmunds
- 2007 : Flakes de Michael Lehmann : Miss Pussy Katz
- 2007 : Les Rois de la glisse (Surf's Up) d'Ash Brannon et Chris Buck : Lani Aliikai (voix)
- 2007 : L'Assassinat de Jesse James par le lâche Robert Ford (The Assassination of Jesse James by the Coward Robert Ford) d'Andrew Dominik : Dorothy Evans
- 2008 : Phénomènes (The Happening) de M. Night Shyamalan : Alma Moore
- 2008 : Gigantic de Matt Aselton : Harriet « Happy » Lolly
- 2008 : Yes Man de Peyton Reed : Allison
- 2009 : (500) jours ensemble ((500) Days of Summer) de Marc Webb : Summer Finn
- 2011 : Our Idiot Brother de Jesse Peretz : Natalie
- 2011 : Votre Majesté (Your Highness) de David Gordon Green : Belladonna
- 2015 : Rock the Kasbah de Barry Levinson : Ronnie
- 2015 : The Driftless Area de Zachary Sluser : Stella
- 2016 : Les Trolls (Trolls) de Mike Mitchell et Walt Dohrn : Bridget (voix)
- 2024 : Harold et le Crayon magique de Carlos Saldanha : Terry

#### Courts métrages
- 2002 : Sweet Friggin' Daisies de Jesse Wigutow : Zelda
- 2003 : Whatever We Do de Kevin Connolly : Nikki
- 2003 : House Hunting d'Amy Lippman : Christy
- 2007 : Raving de Julia Stiles : Katie
- 2010 : Havin' a Summah de Neil Mahoney

### Télévision

#### Séries télévisées
- 1998 : Les Dessous de Veronica (Veronica's Closet) : Elena (1 épisode)
- 2002 : Frasier : Jen (1 épisode)
- 2004 : Cracking Up : Heidi (1 épisode)
- 2005-2013 : American Dad! : French Maid / Candy Striper Stripper / Dream Girl (voix) (2 épisodes)
- 2006-2007 : Weeds : Kat (4 épisodes)
- 2008-2013 : Les Simpson (The Simpsons) : Mary Spuckler (voix) (3 épisodes)[n 6]
- 2009 : Bones : Margaret Whitesell (1 épisode)[n 7]
- 2010 : Drunk History : Mary Todd Lincoln (1 épisode)[n 8]
- 2011-2018 : New Girl : Jessica Day (132 épisodes)
- 2016 : Brooklyn Nine-Nine : Jessica Day (1 épisode)  Saison 4 : épisode 4
- Grimm  : Summer (1 épisode) Saison 5 : épisode 15

#### Téléfilms et mini-séries
- 2005 : Once Upon a Mattress (téléfilm) de Kathleen Marshall : Lady Larken
- 2007 : Deux princesses pour un royaume (Tin Man) (mini-série) de Nick Willing : « DG »

### Clips
- 1999 : She's Got Issues de The Offspring[79], réalisé par Jonathan Dayton et Valerie Faris
- 2002 : Idiot Boyfriend de Jimmy Fallon[80]
- 2020 : Not the End of the World de Katy Perry

## Discographie
La carrière discographique de Zooey Deschanel se résume à des participations à plusieurs bandes originales de musique de films, ainsi qu'à des collaborations sur des albums de plusieurs artistes. Mais depuis 2008, elle forme le groupe She and Him, créé avec M. Ward. Le duo a sorti sept albums qui ont rencontré les éloges de la critique et connu un certain succès dans les charts aux États-Unis.

## Distinctions
Sauf indication contraire, les informations mentionnées dans cette section peuvent être confirmées par la base de données cinématographiques IMDb,  présente dans la section « Liens externes ».

### Récompenses
- Festival international du film de Mar del Plata 2004 : meilleure actrice pour All the Real Girls
- Critics' Choice Television Awards 2012 : meilleure actrice dans une série télévisée comique pour New Girl

### Nominations
- Chlotrudis Awards 2004 : meilleure actrice pour All the Real Girls
- Independent Spirit Awards 2004 : meilleure actrice pour All the Real Girls
- Satellite Awards 2009 : meilleure actrice dans un film musical ou une comédie pour (500) jours ensemble
- Satellite Awards 2011 : meilleure actrice dans une série télévisée musicale ou comique pour New Girl
- Annie Awards 2012 : meilleure musique dans un film d'animation pour Winnie l'Ourson
- Grammy Awards 2012 : meilleure chanson écrite pour les médias visuels pour Winnie l'Ourson
- Golden Globes Awards 2012 : meilleure actrice dans une série télévisée musicale ou comique pour New Girl
- Teen Choice Awards 2012 : meilleure actrice dans une série télévisée comique pour New Girl
- Teen Choice Awards 2012 : meilleure icône féminine de tapis rouge
- Emmy Awards 2012 : meilleure actrice dans une série télévisée comique pour New Girl
- People's Choice Awards 2013 : actrice comique de télévision préférée pour New Girl
- Golden Globes Awards 2013 : meilleure actrice dans une série télévisée musicale ou comique pour New Girl

## Voix françaises
Zooey Deschanel est doublée en français par les actrices suivantes :

### En France
| - Alexandra Garijo dans : - Le Nouveau - Yes Man - Magali Barney dans : - Weeds (série télévisée) - Phénomènes - Barbara Beretta dans (les séries télévisées) : - New Girl - Brooklyn Nine-Nine - Julie Cavanna dans : - (500) jours ensemble, - Harold et le Crayon magique | - et aussi : - Virginie Méry dans Presque célèbre - Ingrid Donnadieu dans The Good Girl - Marie-Eugénie Maréchal dans Elfe - Céline Mauge dans H2G2 : Le Guide du voyageur galactique - Chloé Berthier dans Deux princesses pour un royaume (mini-série) - Pauline de Meurville dans Le Secret de Terabithia - Barbara Tissier dans Les Rois de la glisse (voix) - Mélanie Dermont dans Votre Majesté |

### Au Québec
Note : La liste indique les titres québécois.
| - Catherine Proulx-Lemay dans : - Au fil de l'hiver - Le Pont de Térabithia - Notre idiot de frère - Son Altesse | - Michèle Lituac dans : - Le Guide Galactique - Faux départ - Monsieur Oui - et aussi : - Julie Burroughs dans Le Lutin - Mariloup Wolfe dans Les Rois du Surf (voix) |